# Britse overzeese gebieden

Locatie van de Britse overzeese gebieden

Een Brits overzees gebied (British overseas territory) is een van de (anno 2022) veertien gebieden die onder soevereiniteit van het Verenigd Koninkrijk vallen, maar geen deel uitmaken van het Verenigd Koninkrijk zelf.
De naam Brits overzees gebied werd geïntroduceerd door de British Overseas Territories Act 2002 en verving de naam British dependent territory, die ingevoerd was door de British Nationality Act 1981. Hiervoor werden de gebieden aangeduid als (kroon)kolonies.
De gebieden van Jersey, Guernsey en het eiland Man zijn geen onderdeel van de Overzeese gebieden en ook niet van het Verenigd Koninkrijk, maar Brits Kroonbezit. Deze eilanden vallen direct onder de Kroon. Zij zijn zelf verantwoordelijk voor intern beleid, maar voor buitenlandbeleid en defensie afhankelijk van het Verenigd Koninkrijk.

## Geschiedenis
De oorspronkelijke Engelse koloniën in de Nieuwe Wereld waren koloniën in de klassieke zin.

## Huidige overzeese gebieden
| Vlag | Wapen | Gebied                                         | Hoofdstad                   | Locatie                        | Motto                                                                      | Inwoners                  | Munteenheid            |
| ---- | ----- | ---------------------------------------------- | --------------------------- | ------------------------------ | -------------------------------------------------------------------------- | ------------------------- | ---------------------- |
|      |       | Akrotiri en Dhekelia                           | Episkopi Cantonment         | Middellandse Zee (Cyprus)      | Dieu et mon droit (Frans: "God and my right")                              | 15.000 militairen en staf | Euro                   |
|      |       | Anguilla                                       | The Valley                  | Caraïben                       | Each endeavouring, all achieving                                           | 12.800                    | Oost-Caribische dollar |
|      |       | Bermuda                                        | Hamilton                    | Noordelijke Atlantische Oceaan | Quo fata ferunt (Latijn: "Whither the Fates carry [us]")                   | 64.482                    | Bermudaanse dollar     |
|      |       | Brits Antarctisch Territorium                  | Rothera (main base)         | Antarctica                     | Research and discovery                                                     | 200 staf                  | Falklandeilands pond   |
|      |       | Brits Indische Oceaanterritorium               | Diego Garcia (base)         | Indische Oceaan                | In tutela nostra Limuria (Latijn: "Limuria is in our charge")              | 3.200 militairen en staf  | Britse Pond            |
|      |       | Britse Maagdeneilanden                         | Road Town                   | Caraïben                       | Vigilate (Latijn: "Be watchful")                                           | 21.730                    | Amerikaanse dollar     |
|      |       | Falklandeilanden                               | Stanley                     | Zuidelijke Atlantische Oceaan  | Desire the right                                                           | 3.198                     | Falklandeilands pond   |
|      |       | Gibraltar                                      | Gibraltar                   | Iberië                         | Nulli expugnabilis hosti (Latijn: "Conquered by no enemy")                 | 27.776                    | Gibraltarees pond      |
|      |       | Kaaimaneilanden                                | George Town                 | Caraïben                       | He hath founded it upon the seas                                           | 57.800                    | Kaaimaneilandse dollar |
|      |       | Montserrat                                     | Plymouth                    | Caraïben                       | Each endeavouring, all achieving                                           | 9.000                     | Oost-Caribische dollar |
|      |       | Pitcairneilanden                               | Adamstown                   | Stille Oceaan                  | Onbekend                                                                   | 48                        | Nieuw-Zeelandse dollar |
|      |       | Sint-Helena, Ascension en Tristan da Cunha     | Jamestown                   | Zuidelijke Atlantische Oceaan  | Loyal and unshakeable                                                      | 6.563                     | Sint-Heleens pond      |
|      |       | Turks- en Caicoseilanden                       | Cockburn Town               | Caraïben                       | Each endeavouring, all achieving                                           | 26.288                    | Amerikaanse dollar     |
|      |       | Zuid-Georgia en de Zuidelijke Sandwicheilanden | King Edward Point/Grytviken | Zuidelijke Atlantische Oceaan  | Leo terram propriam protegat (Latijn: "Let the lion protect his own land") | 11-26 staf                | Falklandeilands pond   |

### Bestuur
Commissarissen en Administrateurs van de overzeese gebieden:
- Gouverneur van Anguilla
- Gouverneur van Bermuda
- Commissaris van het Brits Antarctisch Territorium
- Commissaris van het Brits Territorium in de Indische Oceaan
- Gouverneur van de Britse Maagdeneilanden
- Gouverneur van de Kaaimaneilanden
- Gouverneur van de Falklandeilanden
- Gouverneur van Gibraltar
- Gouverneur van Montserrat
- Gouverneur van de Pitcairneilanden
- Gouverneur van Sint-Helena
- Civil Commissaris van Zuid-Georgia en de Zuidelijke Sandwicheilanden
- Administrateur van Tristan da Cunha
- Gouverneur van de Turks- en Caicoseilanden

Alle overzeese gebieden hebben hun eigen systeem van bestuur, en eigen wetten.
| Gebieden                                                                         | Bestuur                                                                |
| -------------------------------------------------------------------------------- | ---------------------------------------------------------------------- |
| - Brits Antarctisch Territorium - Zuid-Georgia en de Zuidelijke Sandwicheilanden | Geen inheemse bevolking, daarom geen gekozen bestuur.                  |
| - Brits Territorium in de Indische Oceaan                                        | Geen gekozen bestuur.                                                  |
| - Sovereign Base Areas of Akrotiri and Dhekelia                                  | Geen gekozen bestuur.                                                  |
| - Pitcairneilanden                                                               | Er is een gekozen burgemeester en eilandraad.                          |
| - Falklandeilanden - Sint-Helena                                                 | Het bestuur bestaat uit een gekozen raad.                              |
| - Anguilla - Britse Maagdeneilanden - Kaaimaneilanden - Gibraltar - Montserrat   | Deze grotere gebieden hebben een grotere raad, met politieke partijen. |
| - Bermuda - Turks- en Caicoseilanden                                             |                                                                        |

### Juridisch systeem
Het juridische systeem is gebaseerd op de Engelse Common law.

## Relaties met het Verenigd Koninkrijk

### Buitenlandse aangelegenheden
Verschillende landen betwisten de soevereiniteit van het Verenigd Koninkrijk:
- Akrotiri en Dhekelia -- wordt geclaimd door Cyprus
- Brits Antarctisch Territorium -- soevereiniteitsclaim opgeschort door het Antarctisch Verdrag, tegenclaims door Chili en Argentinië
- Brits Territorium in de Indische Oceaan -- wordt geclaimd door Mauritius en Seychellen
- Falklandeilanden -- wordt geclaimd door Argentinië
- Gibraltar -- wordt geclaimd door Spanje
- Kaaimaneilanden -- wordt geclaimd door Jamaica
- Turks- en Caicoseilanden -- wordt geclaimd door de Bahama's
- Zuid-Georgië en de Zuidelijke Sandwicheilanden -- wordt geclaimd door Argentinië

## Vlaggen en wapens
De Sovereign Base Areas van Akrotiri en Dhekelia en het overzeese gebiedsdeel Sint-Helena, Ascension en Tristan da Cunha zijn de enige Britse overzeese gebiedsdelen zonder een eigen vlag en wapen. De drie administratieve eenheden van de laatstgenoemde, te weten Sint-Helena, Ascension en Tristan da Cunha, hebben wel elk een eigen vlag en wapen.

## Fotogalerij

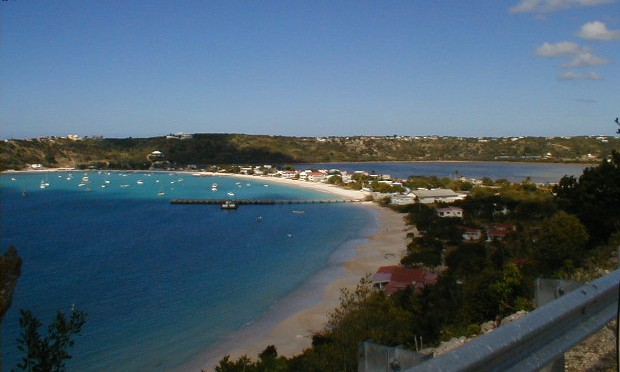
Anguilla
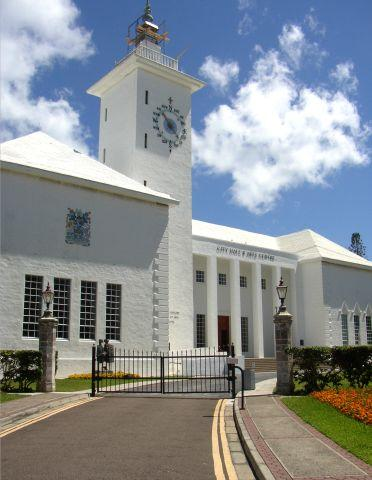
Stadhuis van Hamilton (Bermuda)
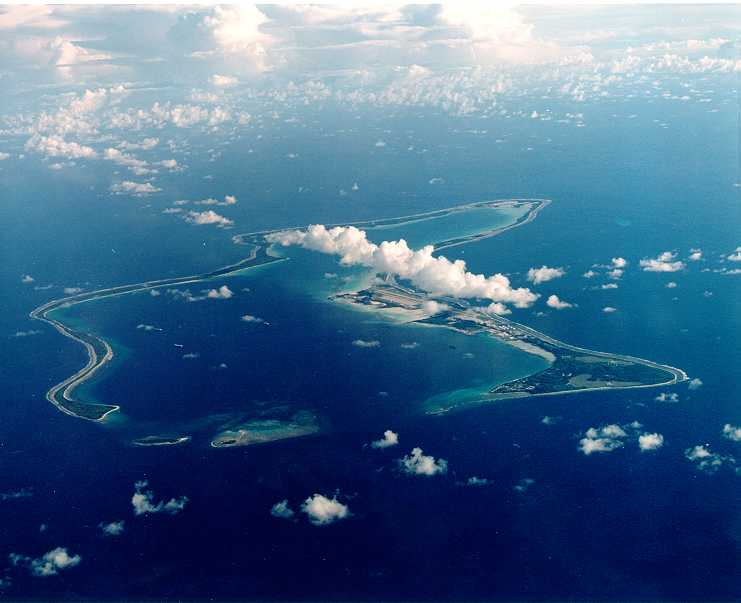
De militaire basis Diego Garcia, Brits Indische Oceaanterritorium
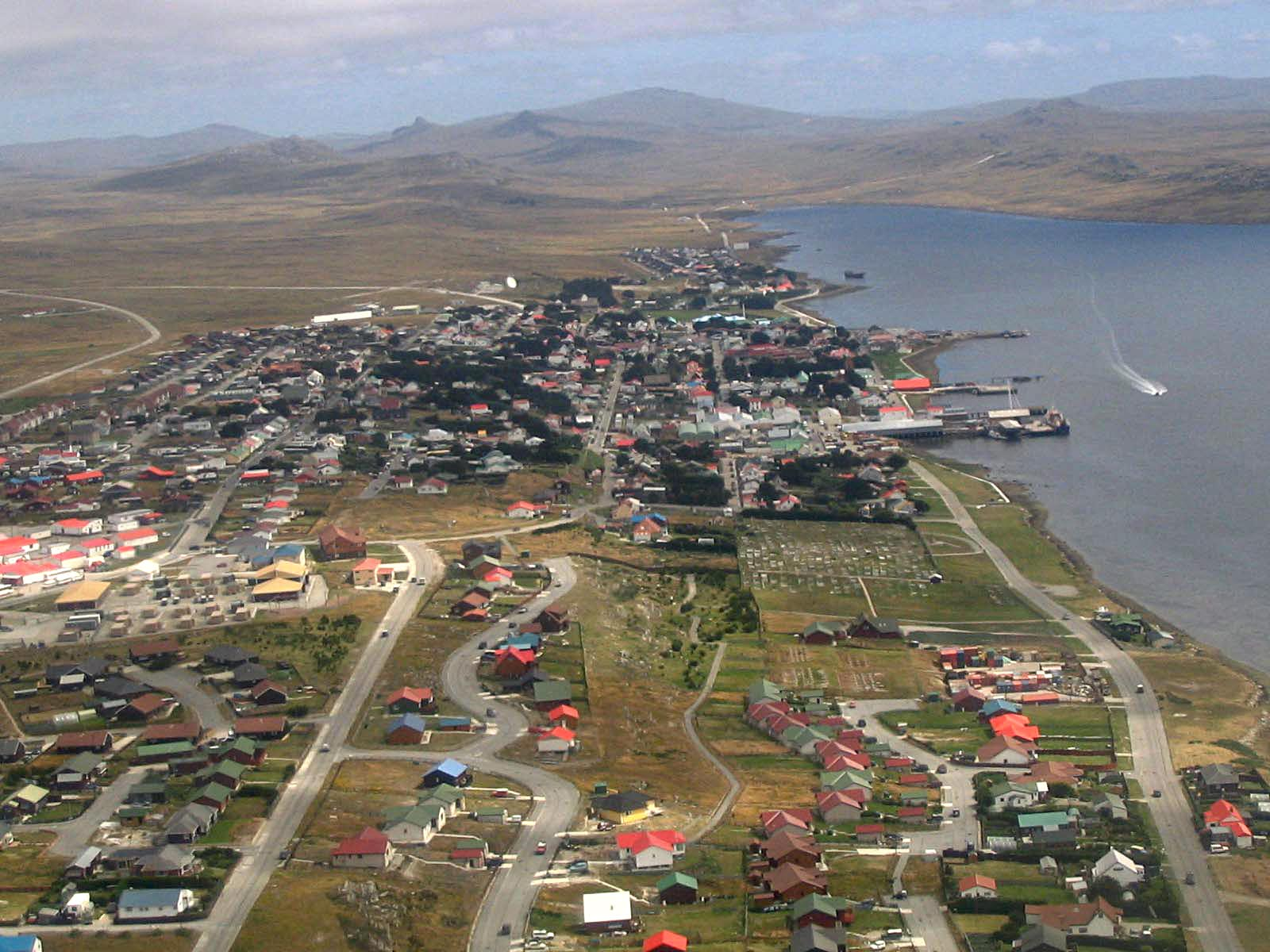
Stanley (Falklandeilanden)
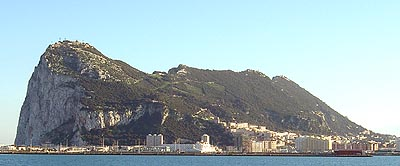
Rots van Gibraltar
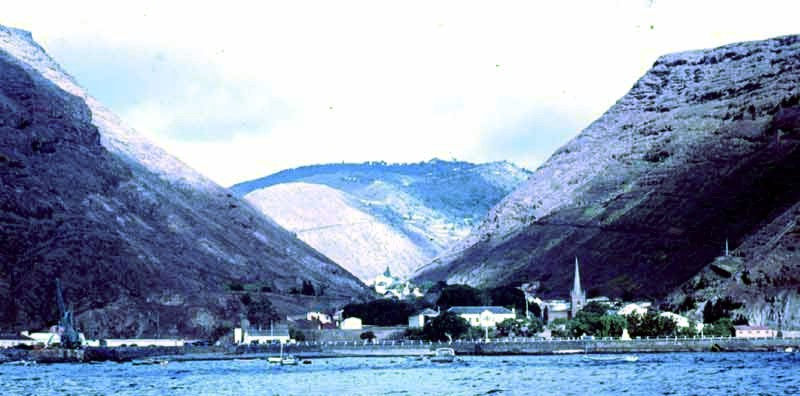
Jamestown, Sint-Helena